# Westerheim, Unterallgäu
Westerheim là một đô thị ở huyện Unterallgäu bang Bayern, Đức.